# Platycoryne ambigua
Platycoryne ambigua är en orkidéart som först beskrevs av Friedrich Fritz Wilhelm Ludwig Kraenzlin, och fick sitt nu gällande namn av Victor Samuel Summerhayes. Platycoryne ambigua ingår i släktet Platycoryne och familjen orkidéer.
Artens utbredningsområde är Tanzania. Inga underarter finns listade i Catalogue of Life.